# Комплекс месії
Комплекс месії (комплекс Христа або комплекс спасителя) — це стан, в якому людина переконана, що їй судилося стати спасителем сьогодні чи найближчим часом. Цей термін також може позначати стан душі, коли людина вважає, що вона несе відповідальність за порятунок чи допомогу іншим.

## Релігійні марення
Термін «комплекс месії» не розглядається в Діагностичному та статистичному посібнику з психічних розладів (DSM), оскільки він не є клінічним терміном і не може бути діагностований як розлад. Однак симптоми можуть нагадувати симптоми, виявлені у людей, які страждають від манії величі, або мають грандіозні образи себе, можуть схиляються до марення. Опис окремо визначає це як категорію релігійного марення, яке відноситься до міцних фіксованих переконань, які викликають страждання або інвалідність. За словами філософа Антонія Флю, прикладом такого типу марення був випадок апостола Павла, який заявив, що Бог промовляв до нього, кажучи йому, що він буде служити каналом для змін людей.

## Приклади
З точки зору того, що індивід вважає, що він повинен врятувати іншого або групу нужденних людей, існує думка, що ця дія роздмухує їхнє власне почуття важливості та знижує рівень навичок людей, яким вони допомагають.
Комплекс месії найчастіше виявляють у пацієнтів, які страждають на біполярний розлад та шизофренію. Коли комплекс месії проявляється у релігійної особистості після візиту до Єрусалиму, його можна ідентифікувати як психоз, відомий як єрусалимський синдром.